# Rita Passini
Margaretha Frida Rosalia Peppina Aloisia „Rita“ Passini, auch Margarete Passini (* 4. April 1882 in Wien; † 17. November 1976 in Graz) war eine österreichische Malerin, Wandkeramikerin und Entwurfzeichnerin für Sgraffiti.

## Leben und Werk
Rita Passini war die Nichte von Ludwig Passini und Enkelin von Johann Nepomuk Passini. Sie erhielt ihren ersten Kunstunterricht bei Ivana Kobilca in Sarajewo und später in München, Dachau und Karlsruhe bei Adolf Hölzel, Hans Müller sowie Max Feldbauer.
1902 erfolgte ihr Umzug nach Graz. Dort wurde sie Vorstand der kunstgewerblichen Abteilung der Staatsgewerbeschule. Passini unternahm Reisen nach Italien und Spanien, wo sie als Keramikerin unter anderem in Barcelona, auf Mallorca und Capri, sowie in Florenz und Venedig arbeitete. Sie entwarf für Villeroy & Boch. Nach 1931 übernahm sie Auftragsarbeiten für die Meisterschule für Kunsthandwerk Berlin. Sie fertigte keramische Wandgestaltungen in deutschen Luftwaffencasinos. Nach 1945 kehrte sie nach Graz zurück. Dort arbeitete sie als freischaffende Künstlerin.
Die mit ihr befreundete Malerin Anny Dollschein wurde von ihr stilistisch beeinflusst. Wie zahlreiche weitere Künstler der Zeit nahm Passini zwischen 1958 und 1960 an der „aktion forum stadtpark“ in Graz teil.
Das Werk der Künstlerin umfasst Ölbilder, Aquarelle, Grafiken, und plastische Arbeiten. Zu Beginn schuf sie Porträts im Stil orientiert an der Wiener Secession. Später wurden ihre Arbeiten vielfältig: Abwechselnd oder gleichzeitig sind ihre Motive geometrisch-abstrakt, realistisch, mythologisch, dekorativ oder symbolisch. Bei ihr finden sich auch sakrale Stücke. Ihre repräsentative Baukeramik wurde zum großen Teil im Zweiten Weltkrieg zerstört.

## Auszeichnungen
- 1917: Staatspreis für Graphik[11][12]
- 1919: Österreichischer Staatspreis für Malerei[12]
- 1919: Silbermedaille der Stadt Graz[12]
- 1925: Bronzemedaille auf der Exposition internationale des arts décoratifs et industriels modernes, Paris[12]
- 1931: Staatspreis für Keramik[4]

## Ausstellungen (Auswahl)
- 1912/1917/1918: Vereinigung Bildender Künstler Steiermarks[7]
- 1925: Exposition internationale des arts décoratifs et industriels modernes, Paris[12]
- 1931: Joanneum in Graz[4]
- 1954: Sezession Graz[12]
- 1960: Sonderausstellung in der Neuen Galerie am Landesmuseum Joanneum, Graz[4]

Posthum
- 2002: Sammeln aus Leidenschaft. Beispiele der Sammlung Hellmut und Norli Czerny in der Neuen Galerie Linz, Neue Galerie der Stadt Linz, Zeichnung[13]
- 2014/15: Aufbruch in die Moderne? Paul Schad-Rossa und die Kunst in Graz, Neue Galerie Graz[14]
- 2018: Kunst-Kontroversen. Steirische Positionen 1945–1967, Neue Galerie Graz[13]
- 2021: Ladies First! – Künstlerinnen in und aus der Steiermark von 1850 bis 1950, Neue Galerie Graz[15]

## Mitgliedschaften
- Sezession Graz[7]
- Künstlerbund Graz[7]
- Steiermärkischer Kunstverein[7]
- Vereinigung Bildender Künstler Steiermarks[7]

## Schriften
- R. Passini: Keramik und Malerei. 1969.[16]